# Moorgraben (Mühlenau)
El Moorgraben (en baix alemany Moorgraven) és un petit riu d'Alemanya a l'estat de Slesvig-Holstein que neix al nucli d'Ellerbek i hi desemboca després d'un quilòmetre i mig al Mühlenau.
Quant al seu nom, és un dels múltiples rius dels quals el nom es compon d'un prefix que significa aiguamoll (Moor) i d'un sufix rec (graben), que indica que és un curs d'aigua d'origen artificial, excavat per desguassar i assecar un aiguamoll avui desaparegut.

## Afluents
- Wiemeldorfer Moorgraben
- Schnelsener Moorgraben

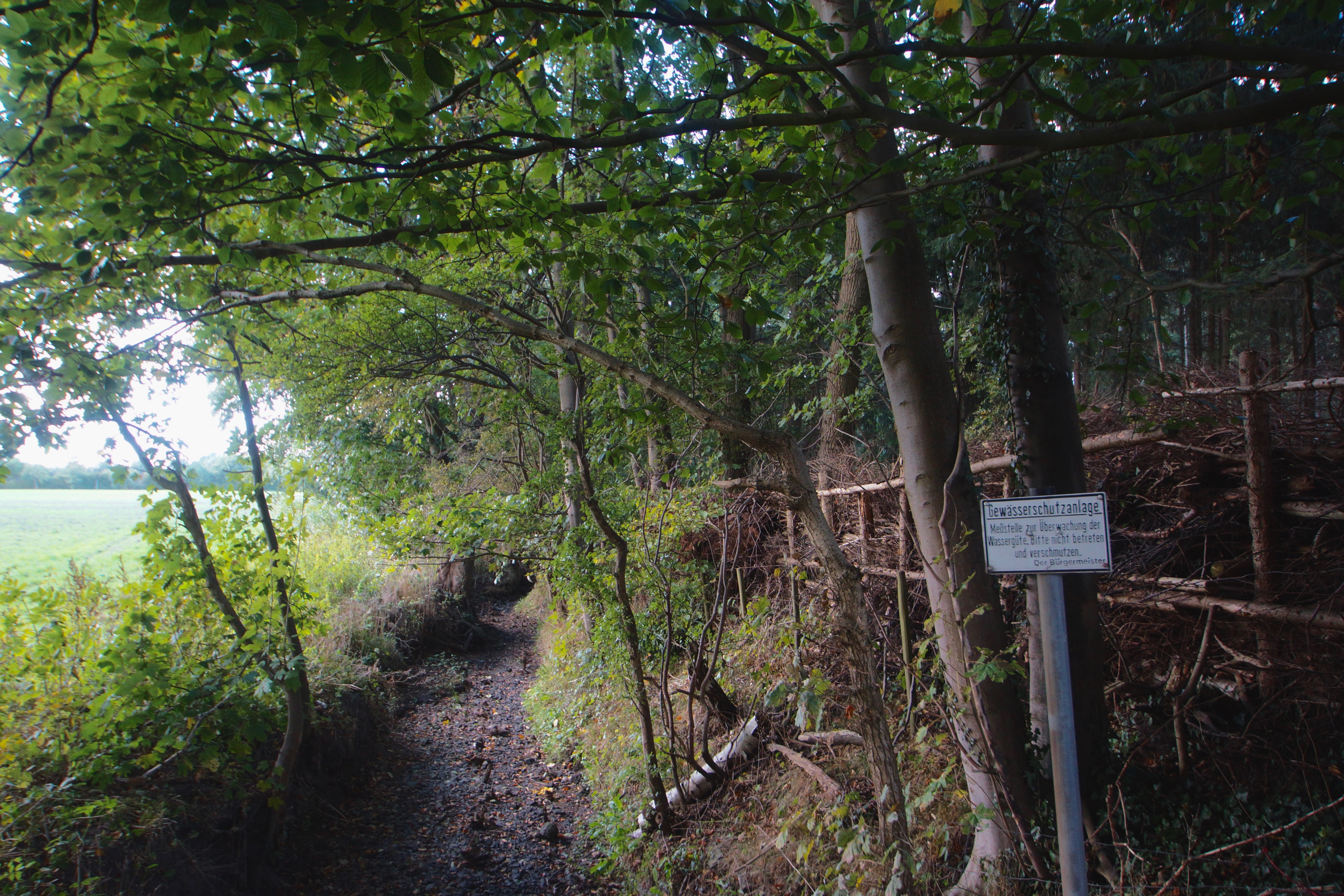
El rec al carrer Wilhornstwiete
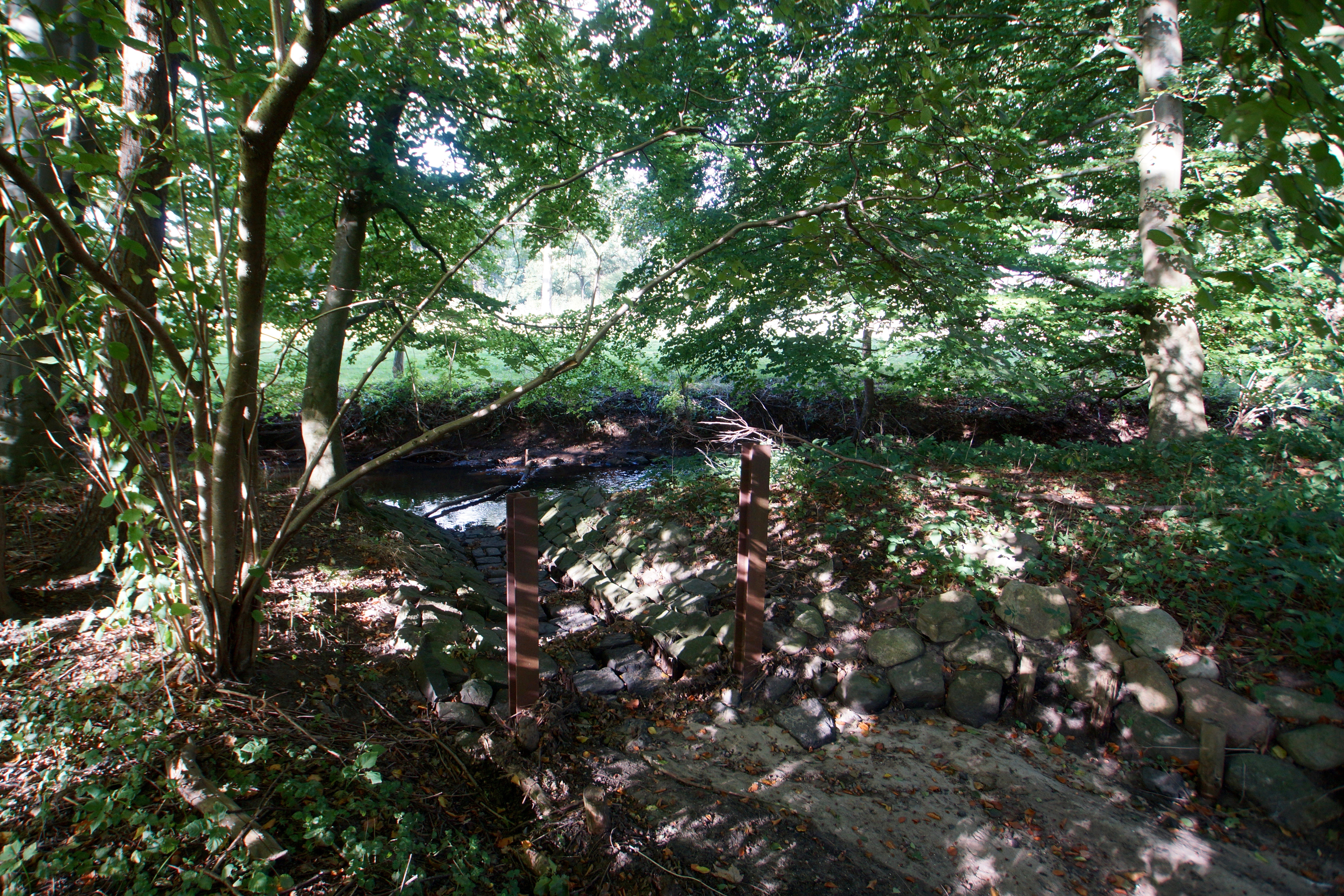
Aiguabarreig amb el Mühlenau
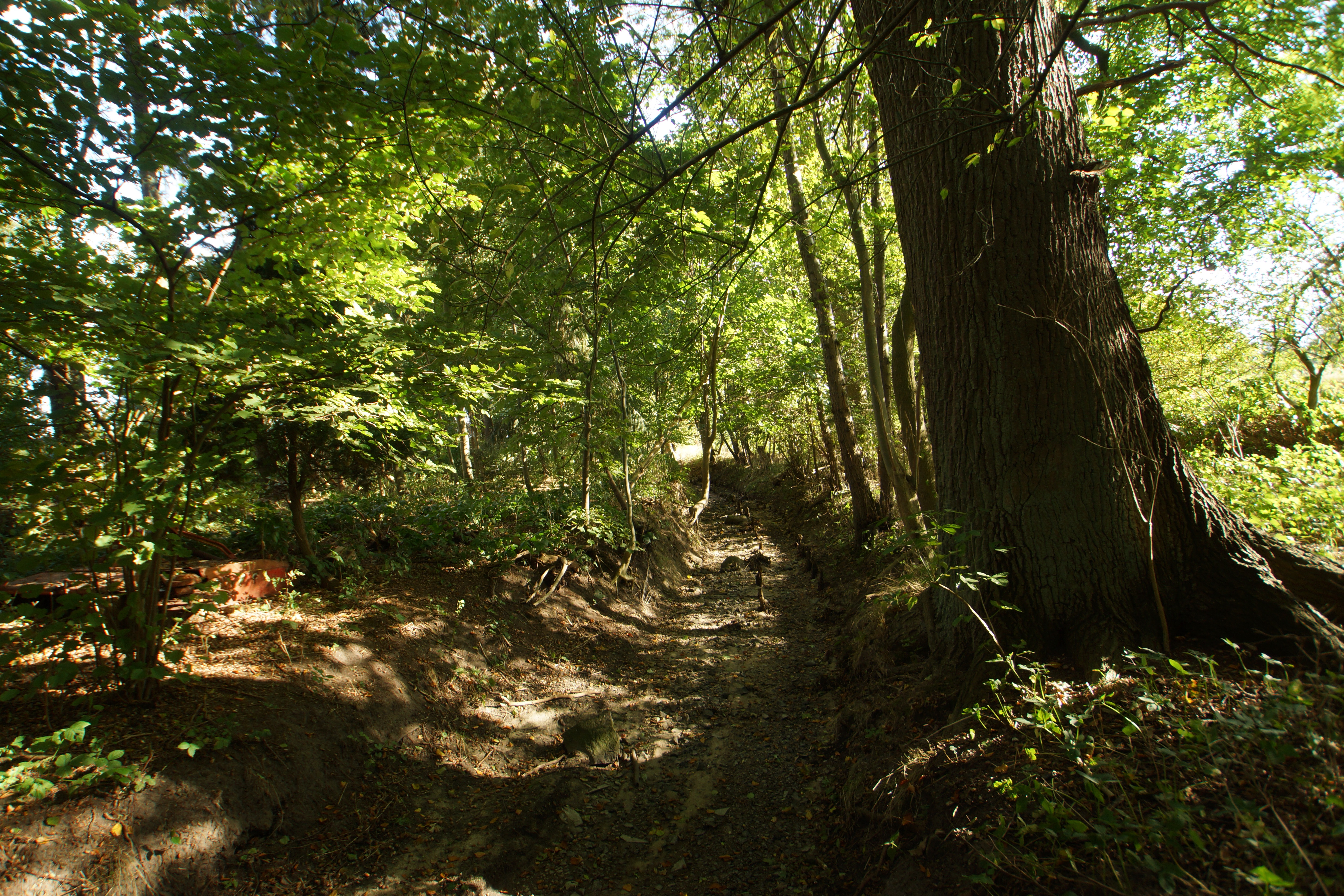
El riu sec prop de l'aiguabarreig